# 山登義明
山登 義明（やまと よしあき、1948年 - ）は、テレビドキュメンタリー番組のディレクター、プロデューサー。
NHKエンタープライズシニアエグゼクティブプロデューサー。京都大学文学部講師。武蔵野美術大学映像学科非常勤講師。

## 略歴
福井県敦賀市生まれ。金沢大学卒業後、NHKに入局。
大阪局に配属後、東京、長崎でディレクターとして番組を制作。東京、広島でチーフプロデューサーとして制作総括。
「課外授業 ようこそ先輩」「世界・わが心の旅」「未来潮流」など、主に教育教養系のドキュメンタリー番組を担当する。
2005年、NHKを定年退職し、NHKエンタープライズ入社。現在も盛んに番組を制作している。
また、2007年度まで、京都大学でドキュメンタリー番組制作についての講義を行っていた。
1987年に制作した番組で題材として現在の再評価のきっかけとなった大伴昌司を敬愛しており、大伴に関連するさまざまなイベントへの協力や、大伴についての調査等を行っている。また、大伴を主人公とした映画制作の構想を持っている。
2017年2月9日、出身地であるの敦賀市の敦賀市立図書館に蔵書等を寄贈して「山登義明文庫」として管理されることとなった。

## 主な担当番組
- NHK特集「黒い雨～広島長崎原爆の謎～」1986年
  - 地方の時代賞・特別賞、後に、「NHK特集・名作100選」としてビデオ発売
- ETV8「少年誌ブームを作った男～大伴昌司～」1987年
- NHKスペシャル「世界はヒロシマを覚えているか～大江健三郎・対話と思索の旅～」1990年
- 「広島に一番電車が走った日」- アニメーション作品
  - 「広島に一番電車が走った」に改題されてビデオ化。
- プライム10「私は虫である～昆虫画家の小さな世界～」1991年（熊田千佳慕）
- ETV特集「モリチョウさんを探して～ある原爆小頭児の空白の生涯～」1993年
  - 放送文化基金奨励賞
- NHKスペシャル「響きあう父と子―大江健三郎と息子光の30年」[2]1994年
  - 国際エミー賞受賞
- NHKスペシャル「もう一度投げたかった　炎のストッパー津田恒美の直球人生」1994年[3]
- 未来潮流「オリエンタリズムを超えて～マサオ・ミヨシ 在米知識人との対話～」1996年（エドワード・サイード他）
- NHKスペシャル「最期のひばり～日記が明かす空白の4か月～」2003年
- ETV特集「木村伊兵衛の13万コマ ～よみがえる昭和の記憶～」2006年
- BSハイビジョン特集「スーダラ伝説・植木等 夢を食べ続けた男」2006年
- ETV特集「21世紀を夢見た日々～日本SFの50年～」2007年
- BSハイビジョン特集「闘う三味線 人間国宝に挑む 文楽 一期一会の舞台」2008年（鶴澤清治、竹本住大夫）
  - ATP賞 ドキュメンタリー部門 最優秀賞・総務大臣賞
- ETV特集「新しい文化「フィギュア」の出現～プラモデルから美少女へ～」2008年（BOME）
- BSハイビジョン特集「昭和を笑わせた男たち」2008年（トニー谷、人生幸朗・生恵幸子、川田晴久、桂枝雀、横山エンタツ・花菱アチャコ、由利徹、藤山寛美）
- ETV特集「全身漫画家～真説・赤塚不二夫論～」2009年
  - ATP賞 ドキュメンタリー部門 優秀賞
- ザ・ライバル「少年サンデー・少年マガジン物語」 2009年
- ETV特集「杉本博司が挑む『曾根崎心中』オリジナル」 2011年

他多数。

## 著書
- 『キミちゃんの手紙 ナガサキ被爆女学生の記録』未來社 1985.6
- 『もう一度、投げたかった 炎のストッパ－津田恒美・最後の闘い』（大古滋久との共著） 日本放送出版協会 1994.11
- 『テレビ制作入門　企画・取材・編集』平凡社新書 2000.8
- 『冬のソナタから考える　私たちと韓国のあいだ』（高野悦子との共著） 岩波書店 2004.9 - 山登は「冬のソナタ」の特番を3本、製作している。
- 『ドキュメンタリ－を作る テレビ番組制作・授業と実践』京都大学学術出版会 2006.8
- 『ドキュメンタリーを作る 2.0: スマホ時代の映像制作』京都大学学術出版会 2016.9